# Martin Stamper
Martin Stamper (* 21. August 1986 in Liverpool) ist ein britischer Taekwondoin. Er startet in der Gewichtsklasse bis 68 Kilogramm.
Stamper trat im Alter von sechs Jahren einem Taekwondo-Verein bei. Er trainiert heute am Leistungszentrum in Manchester. Seinen ersten internationalen Erfolg feierte er bei der Junioreneuropameisterschaft 2001 in Pamplona, wo er die Silbermedaille gewann. Im Erwachsenenbereich bestritt er seine ersten Titelkämpfe im Jahr 2005, schied jedoch bei der Weltmeisterschaft in Madrid und der Europameisterschaft in Riga frühzeitig aus. Stamper konnte bei der Europameisterschaft 2008 in Rom, noch in der Gewichtsklasse bis 62 Kilogramm startend, das Finale erreichen, wo er gegen Levent Tuncat verlor und Silber gewann. Bei der Weltmeisterschaft 2011 in Gyeongju erreichte er das Halbfinale, welches er gegen Servet Tazegül verlor und mit Bronze auch seine erste WM-Medaille errang. Eine weitere Bronzemedaille gewann Stamper bei der Heimeuropameisterschaft in Manchester.
Der britische Verband nahm im Jahr 2011 in Stampers Gewichtsklasse einen Startplatz für die Olympischen Spiele 2012 in London in Anspruch. Im Juni 2012 wurde er offiziell nominiert. Zwei Monate später erzielte er im olympischen Turnier den fünften Platz, nachdem er im Kampf um die Bronzemedaille Rohullah Nikpai unterlag.